# Ocean Cay Airport
Ocean Cay Airport är en flygplats i Bahamas. Den ligger i den västra delen av landet, 190 km väster om huvudstaden Nassau. Ocean Cay Airport ligger 8 meter över havet.
Terrängen runt Ocean Cay Airport är mycket platt. Trakten är glest befolkad. Det finns inga samhällen i närheten. 